# Завет-Ленинский
Заве́т-Ле́нинский (до 1948 года Кучу́к-Алкалы́; укр. Завіт-Ленінський , крымскотат.  Küçük Alqalı, Кучюк Алкъалы) — село в Джанкойском районе Республики Крым, центр Завет-Ленинского сельского поселения (согласно административно-территориальному делению Украины — Завет-Ленинского сельского совета Автономной Республики Крым).

## Население
| 2001 | 2014  |
| ---- | ----- |
| 2567 | ↘2222 |

Всеукраинская перепись 2001 года показала следующее распределение по носителям языка
| Язык             | Процент |
| ---------------- | ------- |
| русский          | 59,88   |
| украинский       | 29,41   |
| крымскотатарский | 9,04    |
| другие           | 0,32    |

Динамика численности
| - 1805 год — 66 чел. - 1864 год — 24 чел. - 1889 год — 9 чел. - 1892 год — 0 - 1900 год — 45 чел. - 1915 год — 33 чел. | - 1926 год — 83 чел. - 1939 год — 39 чел. - 1974 год — 1450 чел. - 1989 год— 3222 чел. - 2001 год — 2567 чел. - 2014 год — 2222 чел. |

## Современное состояние
На 2017 год в Завет-Ленинском числилось 14 улиц, 2 переулка, комплекс строений и сооружений и урочище Чирки; на 2009 год, по данным сельсовета, село занимало площадь 218,8 гектара на которой, в 913 дворах, проживало 2,5 тысячи человек. В селе действуют средняя общеобразовательная школа, детский сад «Ласточка», дом культуры, библиотека, врачебная амбулатория, стадион, церкви апостола Андрея Первозванного и Сергия Радонежского, отделение Почты России. В 2019 году в центральной части села, по инициативе и на средства общественности был установлен памятник Номану Челебиджихану, первому муфтию Крыма, работы скульптора Айдера Алиеваа.

## География
Завет-Ленинский — село на севере района, в степном Крыму, на левом берегу маловодной балки (реки) Заветленинская (ранее Алкалы), высота центра села над уровнем моря — 6 м. Соседние сёла: Пушкино в 1 километре на юг выше по балке и Мелководное в 2 километрах на северо-восток — ниже по течению. Расстояние до райцентра — около 20 километров (по шоссе), ближайшая железнодорожная станция — Солёное Озеро — примерно 6 километров. Транспортное сообщение осуществляется по региональной автодороге 35Н-183 Томашевка — Ермаково (по украинской классификации — С-0-10459).

## История
Первое документальное упоминание села встречается в Камеральном Описании Крыма… 1784 года, судя по которому, в последний период Крымского ханства Кучук Халкалы входил в Дип Чонгарский кадылык Карасубазар ского каймаканства. После присоединения Крыма к России (8) 19 апреля 1783 года, (8) 19 февраля 1784 года, именным указом Екатерины II сенату, на территории бывшего Крымского Ханства была образована Таврическая область и деревня была приписана к Перекопскому уезду. После Павловских реформ, с 1796 по 1802 год, входила в Перекопский уезд Новороссийской губернии. По новому административному делению, после создания 8 (20) октября 1802 года Таврической губернии, Кучук-Алкалы был включён в состав Биюк-Тузакчинской волости Перекопского уезда.
По Ведомости о всех селениях в Перекопском уезде состоящих с показанием в которой волости сколько числом дворов и душ… от 21 октября 1805 года, в деревне Кучук-Алкалы числилось 12 дворов, 61 крымский татарин и 5 цыган. На военно-топографической карте генерал-майора Мухина 1817 года деревня обозначена с теми же 12 дворами. После реформы волостного деления 1829 года Кучук-Алкалы, согласно «Ведомости о казённых волостях Таврической губернии 1829 года», остался в составе Тузакчинской волости. Затем, видимо, вследствие эмиграции крымских татар в Турцию, деревня заметно опустела и на карте 1836 года в деревне 7 дворов, а на карте 1842 года Кучук-Алкалы обозначен условным знаком «малая деревня», то есть, менее 5 дворов.
В 1860-х годах, после земской реформы Александра II, деревню включили в состав Бурлак-Таминской волости. В «Списке населённых мест Таврической губернии по сведениям 1864 года», составленном по результатам VIII ревизии 1864 года, Кучук-Алкалы — владельческая татарская деревня с 6 дворами, 24 жителями и обывательской почтовой станцией при заливе Сиваша. По обследованиям профессора А. Н. Козловского начала 1860-х годов, в селении «… нет другой воды кроме копаней глубиною 5—6 саженей (10—12 м). Вода в них не постоянна, притом половина копаней с пресною, а половина с солёною водою» (копань — выкопанная на месте с близким залеганием грунтовых вод яма). Согласно «Памятной книжке Таврической губернии за 1867 год», деревня Кучук Алколы была покинута жителями в 1860—1864 годах, в результате эмиграции крымских татар, особенно массовой после Крымской войны 1853—1856 годов, в Турцию и оставалась в развалинах и, если на трехверстовой карте Шуберта 1865 года деревня ещё обозначена, то на карте, с корректурой 1876 года её уже нет. По «Памятной книге Таврической губернии 1889 года», по результатам Х ревизии 1887 года, в деревне Кучук-Алхалы, уже Ишуньской волости, числилось 2 двора и 9 жителей.
После земской реформы 1890 года Кучук-Алкалы отнесли к Богемской волости. В «…Памятной книжке Таврической губернии на 1892 год» в сведениях о Богемской волости никаких данных о деревне, как о не входившей ни в одно сельское общество, кроме названия, не приведено. По «…Памятной книжке Таврической губернии на 1900 год» на хуторе Кучук-Алкалы числилось 45 жителей в 5 дворах. По Статистическому справочнику Таврической губернии. Ч.II-я. Статистический очерк, выпуск пятый Перекопский уезд, 1915 год, в деревне Кучук-Алкалы (вакуф) Богемской волости Перекопского уезда числилось 10 дворов (все дворы с землёй) с татарским населением в количестве 33 человек приписных жителей, из которых 15 мужчин и 18 женщин. Жители владели 120 десятинами удобной земли. В хозяйствах имелось 25 лошадей, 2 вола, 13 коров и 100 голов мелкого скота.
После установления в Крыму Советской власти, по постановлению Крымревкома от 8 января 1921 года № 206 «Об изменении административных границ» была упразднена волостная система и в составе Джанкойского уезда был создан Джанкойский район. В 1922 году уезды преобразовали в округа. 11 октября 1923 года, согласно постановлению ВЦИК, в административное деление Крымской АССР были внесены изменения, в результате которых округа были ликвидированы, основной административной единицей стал Джанкойский район и село включили в его состав.
Еврейская коммуна Мишмар (ивр. הַמִּשְׁמָר‎ на иврите «Гвардия») была основана 20 апреля 1924 года 12 бывшими членами нелегального крыла организации Хе-Халуц («Национально-трудовая организация Хе-Халуц») на 700 десятинах земли.
Согласно Списку населённых пунктов Крымской АССР по Всесоюзной переписи 17 декабря 1926 года, в коммуне Мишмар, она же Кучук-Алкалы, Таганашского сельсовета Джанкойского района, числился 1 двор, население составляло 83 человека, все евреи. Коммуна просуществовала до 1934 года, когда была ликвидирована, якобы, по просьбам жителей соседних сёл, тогда же был образован колхоз «Завет Ленина», село входило в состав Караджинского сельсовета. По данным всесоюзная перепись населения 1939 года в селе проживало 39 человек. Время образования сельсовета пока точно не установлено, известно, что на 1940 год он уже существовал. На подробной карте РККА северного Крыма 1941 года в Завет-Ленинском (он же Кучук-Алкалы) отмечено 46 дворов.
9 мая 1969 года в селе был открыт памятник работы скульптора А. Дужкина на вновь устроенной братской могиле, в которую были перезахоронены советские воины, погибшие во время Великой Отечественной войны на территории сельсовета: останки семи моряков (все фамилии известны) из состава 7-й бригады морской пехоты, павших в октябре 1941 года у села Кучук-Сунак и похороненных там же местными жителями на сельском кладбище. Два лётчика сбитого в 1944 году над селом Мамут бомбардировщика из состава 1-й штурмовой авиадивизии, 8-й воздушной армии (установлено имя одного — майор Долецкий Виталий Михайлович). Постановлением Совета министров Республики Крым № 627 от 20 декабря 2016 года памятник отнесён к категории объектов культурно-исторического наследия России регионального значения.
В 1944 году, после освобождения Крыма от фашистов, 12 августа 1944 года было принято постановление № ГОКО-6372с «О переселении колхозников в районы Крыма» и в сентябре 1944 года в район приехали первые новоселы (27 семей) из Каменец-Подольской и Киевской областей, а в начале 1950-х годов последовала вторая волна переселенцев из различных областей Украины. С 25 июня 1946 года село в составе Крымской области РСФСР.
Указом Президиума Верховного Совета РСФСР от 18 мая 1948 года, Кучук Алкалы переименовали в Завет-Ленинский, в 1954 году село передано в состав Украинской ССР. С 1958 года Завет-Ленинский — центр сельсовета. На 1974 год в Завет-Ленинском числилось 1450 жителей. По данным переписи 1989 года в селе проживало 3222 человек. С 12 февраля 1991 года село в восстановленной Крымской АССР, 26 февраля 1992 года переименованной в Автономную Республику Крым С 21 марта 2014 года — аннексировано Россией.
12 мая 2016 года парламент Украины, не признающий российскую аннексию, принял постановление о переименовании села в Кучук-Алкалы (укр. Кучук-Алкали), в соответствии с законами о декоммунизации, однако данное решение не вступает в силу до «возвращения Крыма под общую юрисдикцию Украины».